# Die Rückkehr von Captain Norad
Die Rückkehr von Captain Norad (Originaltitel: The Return of Captain Norad) ist der erste von insgesamt sechs Filmen um das Raumschiff Highlander, der ursprünglich als Einzelproduktion geplant war. Es handelt sich um eine Parodie auf das Filmgenre der Science Fiction, insbesondere auf Star Trek, aber auch auf andere Werke. Zum Film erschien 2001 ein Buch, geschrieben von Thorsten Reimnitz.

## Inhalt
Unter dem Kommando von Captain Stone kehrt die USS HIGHLANDER, das größte Schiff der Flotte, zum Planeten Themis zurück. Stone denkt an seinen Vorgänger, den legendären Captain Robert T. Norad, der hier bei einer Mission auf mysteriöse Weise verschwand. Auch seine Crew denkt an diesen zurück – dabei stellt sich heraus, dass Norad keinesfalls der Held ist, für den ihn Stone hält. Genau genommen ist er ein Trottel, der eine Kapitänsuniform trägt und jeden in den Wahnsinn treibt. Auch sein mysteriöses Verschwinden hat er selbst verursacht, da er im falschen Moment am falschen Kabel gezogen hat. Seine Crew  bedauert das Verschwinden nicht, aber Norad erweist sich als außerordentlich zäh.